# كارول دونكان
كارول دونكان (بالإنجليزية: Carol Duncan)‏ هي مؤرخة الفن ومؤرخة أمريكية، ولدت في 1936 في شيكاغو في الولايات المتحدة.